# Hala Opava
Hala Opava je víceúčelová sportovní hala, která se nachází ve slezské Opavě. Vedle různých kulturních akcí, halu využívají v současnosti basketbalový klub BK Opava a volejbalový klub VK Opava. Základní kámen k výstavbě stadionu byl položen 4. července 2002 a již 26. září 2003 byla otevřena. Současná maximální kapacita stadionu činí 3 006 diváků k sezení.

## Zajímavosti
Hala je vytápěna pomocí tepelných čerpadel s využitím geotermální energie.